# Зиверт, Ян
Ян Зиверт (нем. Jan Siewert; род. 23 августа 1982, Майен, Рейнланд-Пфальц, ФРГ) — немецкий футболист, тренер.

## Клубная карьера
Родился в городе Майен. Будучи футболистом, играл за команду родного города «Майен». Завершил игровую карьеру в возрасте 27 лет.
Обучался тренерскому делу в академии Хеннеса Вайсвайлера. Затем стал ассистентом главного тренера юношеских сборных Германии до 17 и 18 лет соответственно.
Позднее подписал трёхлетний контракт с командой «Рот-Вайсс» (Эссен), играющей в четвёртом дивизионе Германии. Был уволен в феврале 2016 года из-за неудовлетворительных результатов.
Позже работал в качестве ассистента главного тренера в «Бохуме», затем — в качестве главного тренера команды до 19 лет.
В 2017 году стал главным тренером второй команды дортмундской «Боруссии».